# Skärtjärnen (Lima socken, Dalarna, 677525-134665)
Skärtjärnen är en sjö i Malung-Sälens kommun i Dalarna och ingår i Dalälvens huvudavrinningsområde.